# モツェチョア・メツィング
モツェチョア・メツィング（Mothetjoa Metsing、1967年2月2日 - ）は、レソトの元副首相。レソト民主会議（LCD）のメンバー。トーマス・タバネ政権下で副首相を務めていた。2014年には、首相に対するクーデター未遂疑惑をめぐる論争に巻き込まれたが、最終的には早期選挙を求める声を巡って解決した。

## 政治的キャリア
2012年の総選挙の前に、与党のレソト民主会議は、パカリタ・モシシリ首相が権力を譲ることを拒否したために分裂した。モシシリ首相はその後、LCDの創始者であるヌツ・モヘレに因んで、Ntsu Democratic Congressと呼ばれる新党を設立した。その後、LCD書記長であったメツィングがLCDを率いるようになった。トーマス・タバネは、2006年に分裂した別の派閥、全バソト会議（ABC）を率いている。LCDのメツィングは、国民統合政府には参加しないと述べ、ABC側もLCDとの協力を拒否した。しかし、選挙の後、LCDとABCはバソト国民党と連立政権の一員となった。 